# Arsine
Als Arsine wurden früher organische Arsen-Verbindungen bezeichnet. Ersetzte man formal in den Arsanen (Arsenwasserstoffen) die Wasserstoff-Atome durch organische Reste, so erhielt man Arsine („organische Arsane“). Die Verwendung dieser früher genutzten Bezeichnung wird jedoch zur Vermeidung von Mehrdeutigkeiten nicht empfohlen.
Im englischsprachigen Original (Nomenclature of Inorganic Chemistry der IUPAC von 1990) ist neben den Endungen -ane, -ene und -yne noch die Endung -ine (wegen der traditionellen Namen Phosphine, Arsine usw.) aufgeführt. Zur Vermeidung von Mehrdeutigkeiten ist dies ein weiterer Grund dafür, künftig auf die traditionellen Namen Arsin, Phosphin usw. zu verzichten. Für die unsubstituierten einkernigen Hydride können die Namen Arsin, Phosphin und Stibin z. Z. noch verwendet werden, ebenso für die Bezeichnung davon abgeleiteter Liganden und bestimmter Substituenten.